# Otis Taylor
Otis Taylor (Chicago, Illinois em 30 de julho de 1948) é um músico instrumentista, famoso por ser integrante de um gênero musical chamado blues.
Entre os vários instrumentos que Otis Taylor toca incluem a guitarra , banjo , bandolim e gaita.